# 費倫 (索洛圖恩州)
費倫是瑞士的城鎮，位於該國北部，由索洛圖恩州負責管轄，面積1.48平方公里，海拔高度587米，2012年人口632，八成人口信奉羅馬天主教，人口密度每平方公里427人。